# Colin Rourke
Colin Patrick Rourke (* 1. Januar 1943; † 18. Dezember 2024) war ein britischer Mathematiker, der sich mit geometrischer Topologie befasste.

## Werdegang
Rourke erhielt 1963 seinen Bachelor-Abschluss in Mathematik an der Universität Cambridge und wurde 1966 in Cambridge bei Erik Christopher Zeeman promoviert. Im selben Jahr wurde er Fellow des Trinity College in Cambridge. 1964 bis 1967 war er zunächst Assistant Lecturer und dann Lecturer am Queen Mary College der Universität London. 1967/68 war er am Institute for Advanced Studies. Ab 1968 war er zunächst Lecturer und dann Reader an der University of Warwick, an der er 1992 bis 1995 der Mathematikfakultät vorstand. Außerdem lehrte er seit 1976 an der Open University, woraus mehrere Fernseh-aufgezeichnete Vorlesungsreihen entstanden. Außerdem war er Gastwissenschaftler an der University of Wisconsin-Madison.
Sein Kompressions-Satz mit Brian Sanderson vom Ende der 1990er Jahre schuf einen neuen Zugang zur differentialtopologischen Theorie der Immersionen glatter Mannigfaltigkeiten von Stephen Smale und Morris Hirsch aus dem Ende der 1950er Jahre. Mit Sanderson und Roger Fenn gab er eine neue Klassifikation von Links (über den Rack Space).
1986 machte er Schlagzeilen aufgrund eines letztlich erfolglosen Versuchs mit Eduardo Rego (Universität Oporto), die Poincaré-Vermutung zu beweisen.
Zu seinen Doktoranden zählt Jenny Harrison. Er arbeitete in Warwick eng mit Brian Sanderson und Roger Fenn zusammen.
1970 war er Invited Speaker auf dem Internationalen Mathematikerkongress in Nizza (Block structures in geometric and algebraic topology).
Ab 1996 war er Gründungs-Herausgeber von Geometry and Topology (mit Robion Kirby, Brian Sanderson, John Jones) und er war mit Joan Birman und Haynes Miller Gründungsherausgeber von Algebraic and Geometric Topology.
Er befasste sich auch mit Kosmologie, wobei er ein kosmologisches Modell ohne Big Bang vorschlug (die Rotverschiebung wird als Effekt der supermassiven schwarzen Löcher in den Galaxien erklärt). Sein Modell ist potentiell zeitlich und räumlich unendlich, er sah aber Hinweise auf einen begrenzten Kosmos.
Rourke meinte auch, in den Mondlandungsbildern der Apollo-Missionen Hinweise auf Fälschungen gefunden zu haben.

## Schriften
- mit Sanderson: Introduction to piecewise-linear topology, Springer 1972, 1982